# Herschelbadet
Herschelbadet er en offentlig badeanstalt i den indre by i Mannheim, Tyskland. Badet blev opført i 1920'erne for nogle af de midler, som Bernhard Herschel, lokal købmand og byrådsmedlem, efterlod sig ved sin død. 
Ved anlæggelsen var Herschelbadet med sine 4.530 m² et af de største i hele Tyskland. Den bestod af tre svømmehaller (henholdsvis et mande-, et kvinde- og et folkebassin), badekar, sauna og en solterrasse samt vaskeri og "hundebad". Bortset fra de to sidstnævnte er hele anlægget fortsat i brug i sin oprindelige funktion. Det er opført i jugendstil og regnes som en af de fineste bygninger i denne stil i Mannheim.
49°29′26″N 8°28′19″Ø / 49.49056°N 8.47194°Ø